# Garelli Tiesse
Garelli Tiesse war eine Modellreihe von Motorrollern des italienischen Herstellers Garelli, die zwischen 2009 und 2010 angeboten wurde. Die Modellpalette umfasste sowohl Zweitakt- als auch Viertaktvarianten mit 49 cm³ und 125 cm³ Hubraum. Die Fahrzeuge waren für den europäischen Markt vorgesehen und unterschieden sich in Details wie Gewicht, Motorisierung, Farbgebung und Ausstattung.
Die Tiesse-Serie umfasste sechs verschiedene Modellvarianten, darunter sportliche Zweitakter wie der Tiesse 50 R sowie sparsame Viertakter wie der Tiesse Four 50 4T. Das Modell Tiesse 125 4T war mit seinem 125-cm³-Motor die leistungsstärkste Variante.

## Technische Daten

### Modelle mit Zweitaktmotor
| Modell                 | Baujahr | Leistung (kW/PS) | Drehmoment (Nm) | Leergewicht (kg) | Farbe(n)           | Quelle    |
| ---------------------- | ------- | ---------------- | --------------- | ---------------- | ------------------ | --------- |
| Garelli Tiesse 50 R    | 2010    | 2,5 kW (3,5 PS)  | 3,9             | 89               | Rot, Weiß, Schwarz | Bikez.com |
| Garelli Tiesse 50 S 2T | 2009    | 2,5 kW (3,5 PS)  | 3,9             | 89               | Rot/Weiß/Grün      | Bikez.com |
| Garelli Tiesse R 50 2T | 2009    | 2,5 kW (3,5 PS)  | 3,9             | 89               | Schwarz, Silber    | Bikez.com |

### Modelle mit Viertaktmotor
| Modell                    | Baujahr | Leistung (kW/PS) | Drehmoment (Nm) | Leergewicht (kg) | Farbe(n)                                 | Quelle    |
| ------------------------- | ------- | ---------------- | --------------- | ---------------- | ---------------------------------------- | --------- |
| Garelli Tiesse Four 50 4T | 2010    | 2,2 kW (3,0 PS)  | 3,9             | 88               | Silber, Blau, Schwarz, Weiß              | Bikez.com |
| Garelli Tiesse 50 4T      | 2009    | 2,2 kW (3,0 PS)  | 3,88            | 88               | Rot/Schwarz, Silber/Grau, Silber/Schwarz | Bikez.com |
| Garelli Tiesse 125 4T     | 2009    | 6,6 kW (9,0 PS)  | 8,5             | 102              | Rot/Schwarz, Silber/Grau, Silber/Schwarz | Bikez.com |